# 金竹花
金竹花（中国朝鲜语：／，1948年12月10日—），朝鲜族，籍贯朝鲜平安北道，出生于安东省新宾县（今辽宁省抚顺市新宾满族自治县）。中华人民共和国教育工作者。中共辽宁省委第六、七、八届候补委员，全国青年联合会第五、六届常务委员，中共十二、十三、十四大代表，第九、十、第十一届全国人民代表大会辽宁地区代表，东北三省朝鲜族汉语教学研究会理事，辽宁朝鲜族汉语教学研究会副理事长。

## 生平
1968年，毕业于辽宁省朝鲜族师范学校。1974年加入中国共产党。长期在抚顺市李石镇朝鲜族中心小学（2003年时，称抚顺经济开发区李石寨朝鲜族小学，位于望花区李石街道）担任教职，历任汉语文教师、副校长、校长。28岁时，成为辽宁省首批特级教师。1979年被评为全国新长征突击手。1983年获全国三八红旗手称号。1985年，毕业于抚顺市教育学院中文专业。40岁时，曾被任命为中共抚顺市顺城区委宣传部长，后仍担任教职。另获荣誉：首批功勋教师、全国十杰中小学中青年教师、享受国务院政府特殊津贴、全国五一劳动奖章获奖者、全国教育系统劳动模范。
著有《浅谈小学汉语文教学》。

## 备注
1. ↑  相关文章均指金竹花为“辽宁新宾人”。根据全国人大网相关信息，其籍贯为朝鲜平安北道，辽宁新宾当是她的出生地。